# 国技

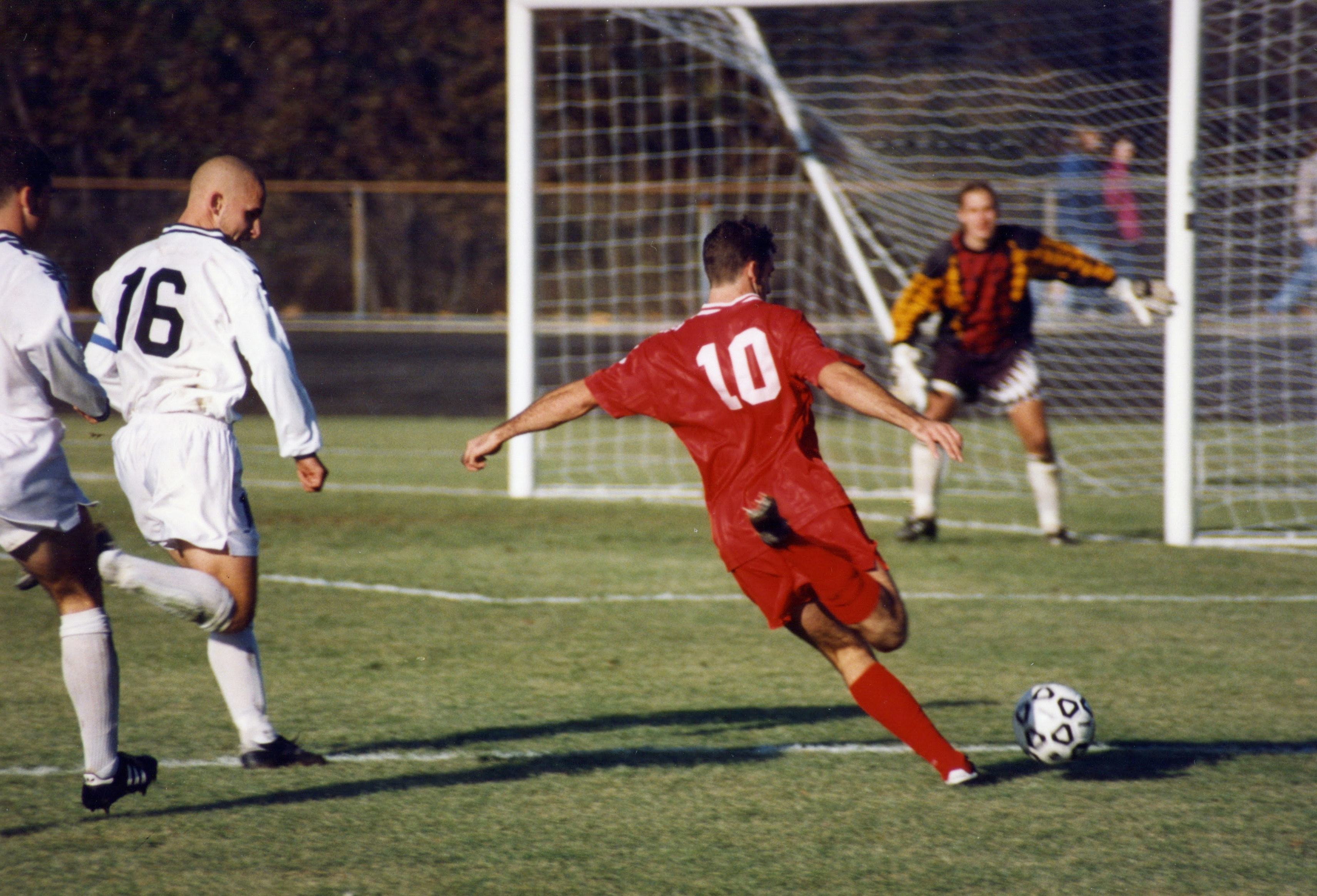
世界的スポーツのサッカーを実質的な国技としている国も多い

国技（こくぎ、英語: National sport）とは、国の固有あるいは伝統的な技芸や競技を表す。

## 概要
国民的スポーツは、その国の文化の本質的な部分であると考えられており、日本では相撲が、アイルランドではゲーリック・ゲームズの試合が、パキスタンではフィールドホッケーが行われるように、一部のスポーツは事実上の（法律によって確立されていない）国民的スポーツであるが、韓国におけるテコンドーのように、法律によって確立された国民的スポーツとなっている競技も存在している。
国技は、歴史が古く国の伝統文化と関連するもの、国民が愛好して競技者や観戦者が多いもの、発祥した国で国技と扱うもの、など多様な捉え方がある。アメリカの国技はかつて野球とされてきたが、近年ではアメリカンフットボールが主流を占めるなど、時代で変化もみられる。英連邦諸国のクリケットなど、国外から伝播されたものが国技に至る事例もある。また、世界的スポーツであるサッカーを実質的な国技としている国も数多くある。

## 世界の国技一覧

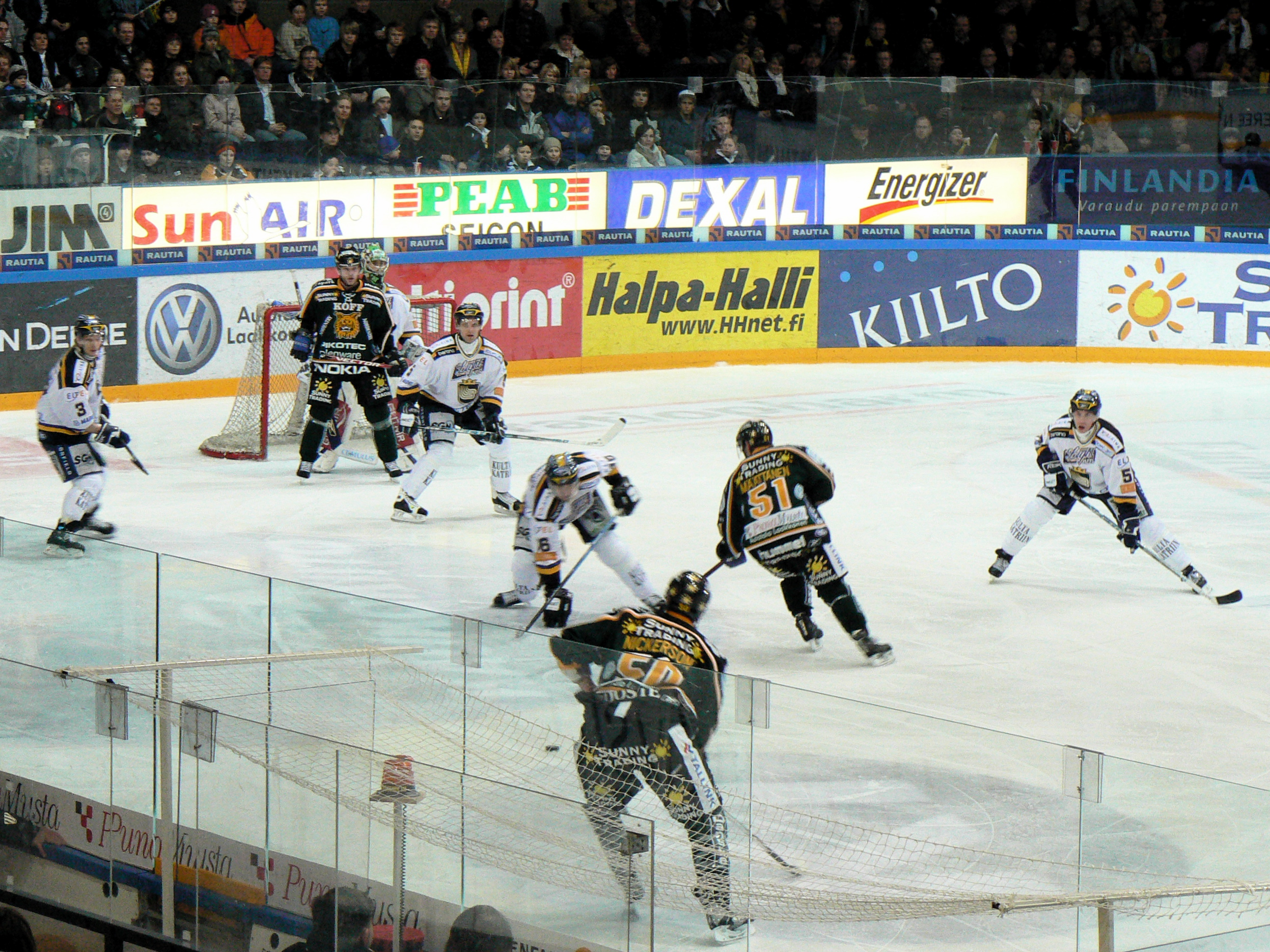
カナダの国技であるアイスホッケー

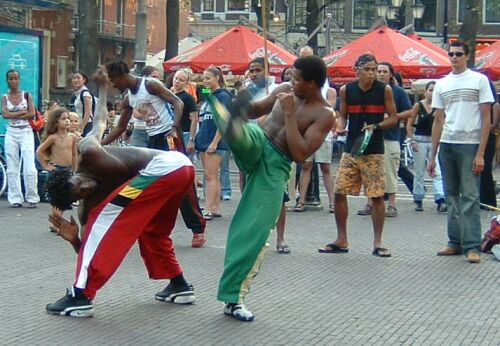
ブラジルの国技に制定されている格闘技のカポエイラ

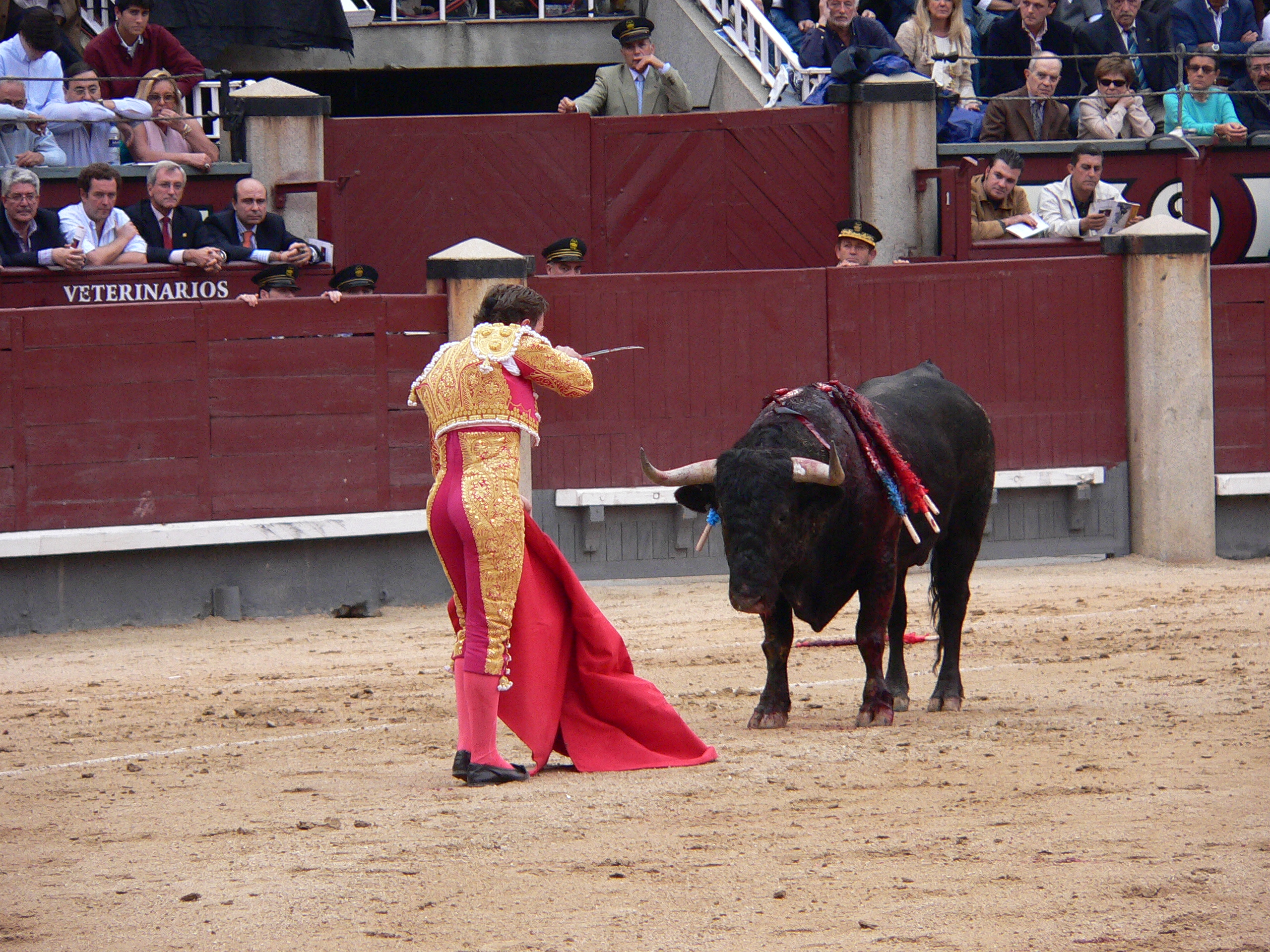
スペインの国技として有名な闘牛

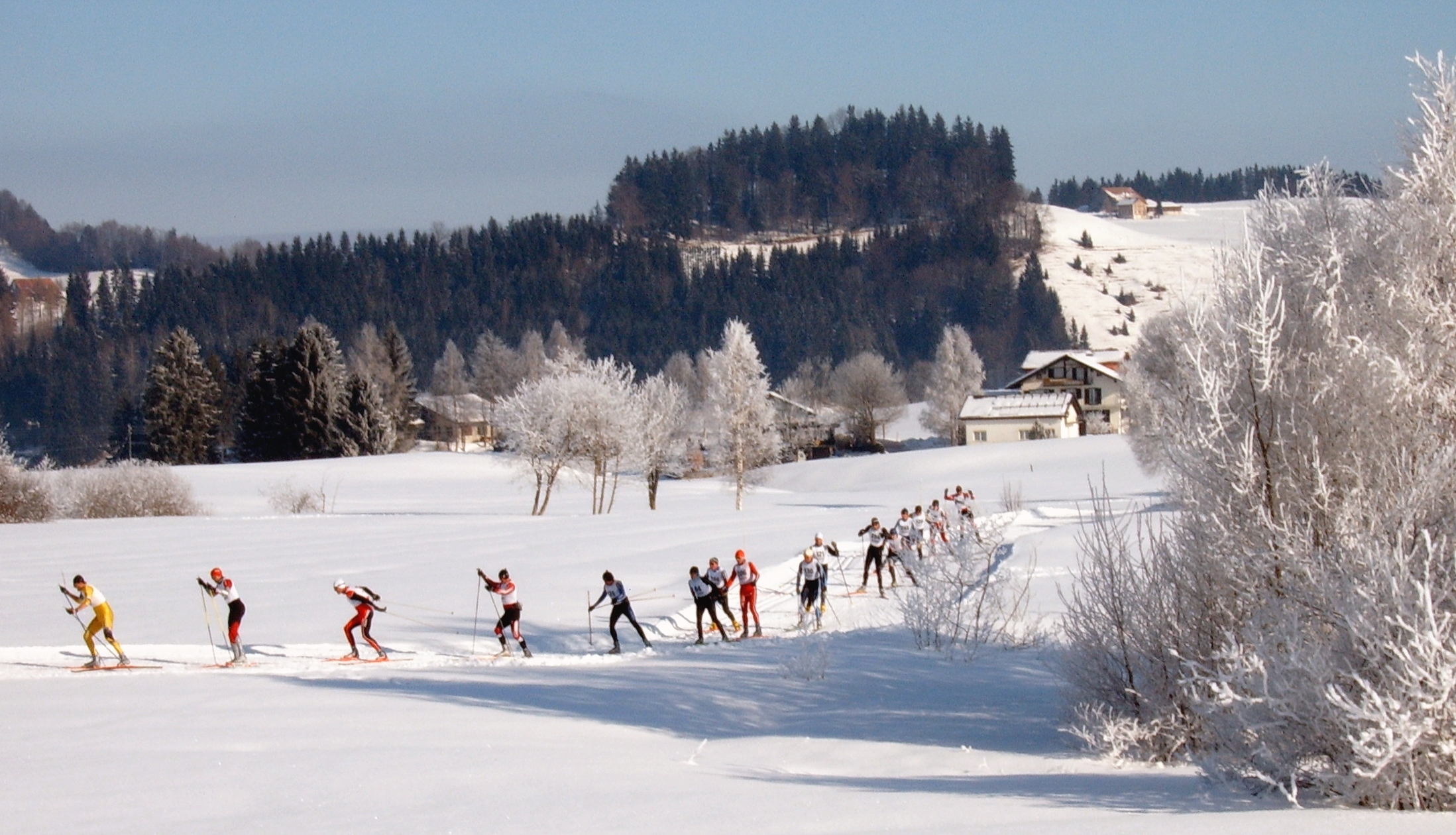
北欧やカナダで盛んなクロスカントリースキーは、ノルウェーの実質的な国技である

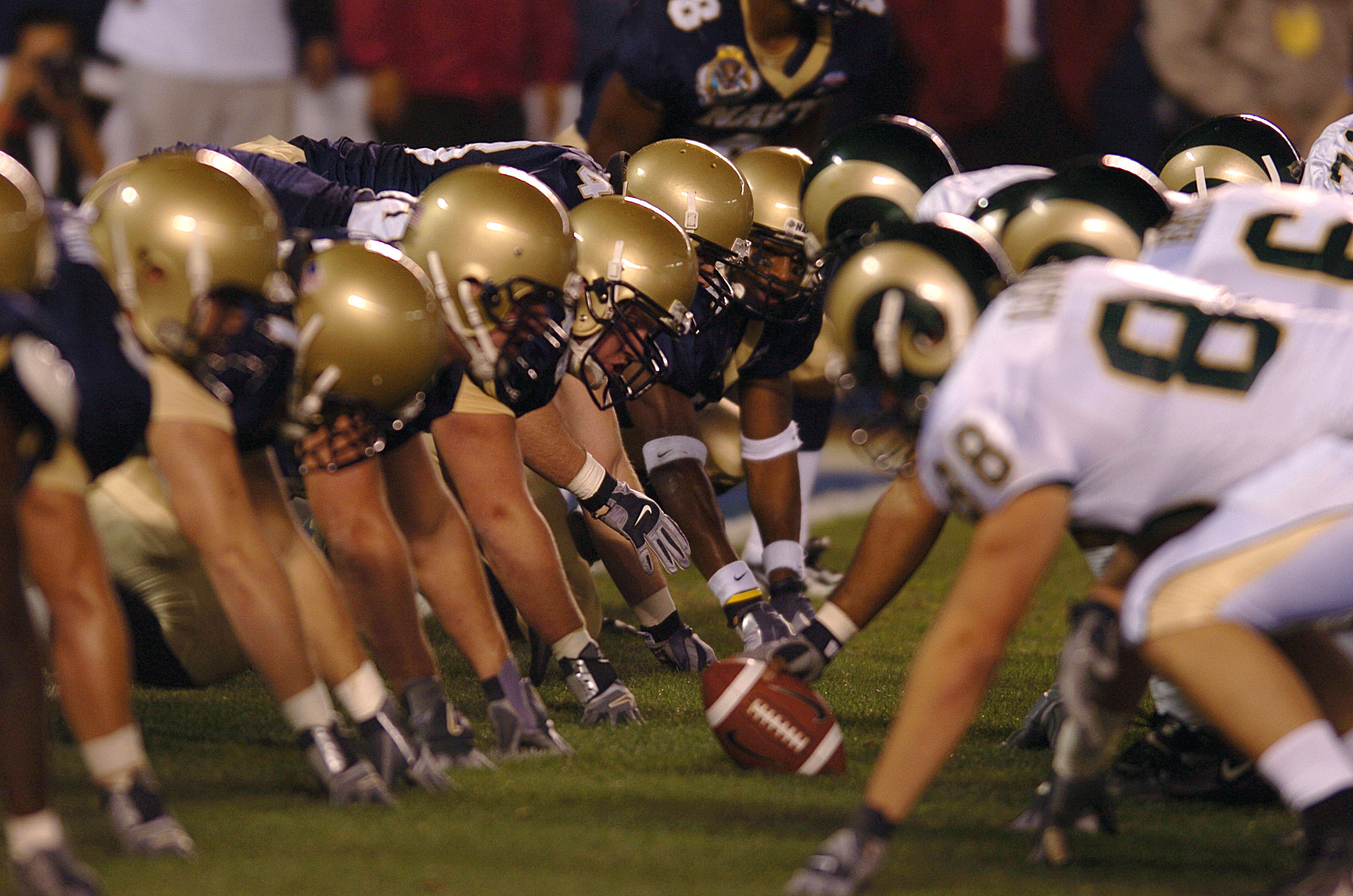
アメリカ合衆国で圧倒的な人気を誇り、今日では野球を上回る"国民的娯楽"とされるアメリカンフットボール

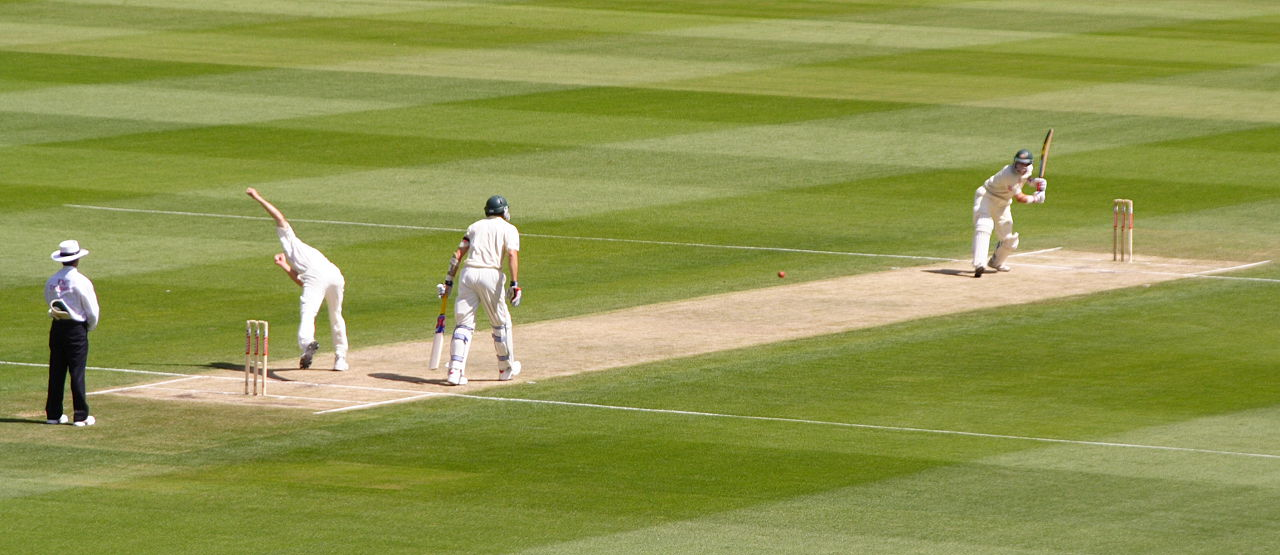
英連邦の広い地域で国技として認知されているクリケット

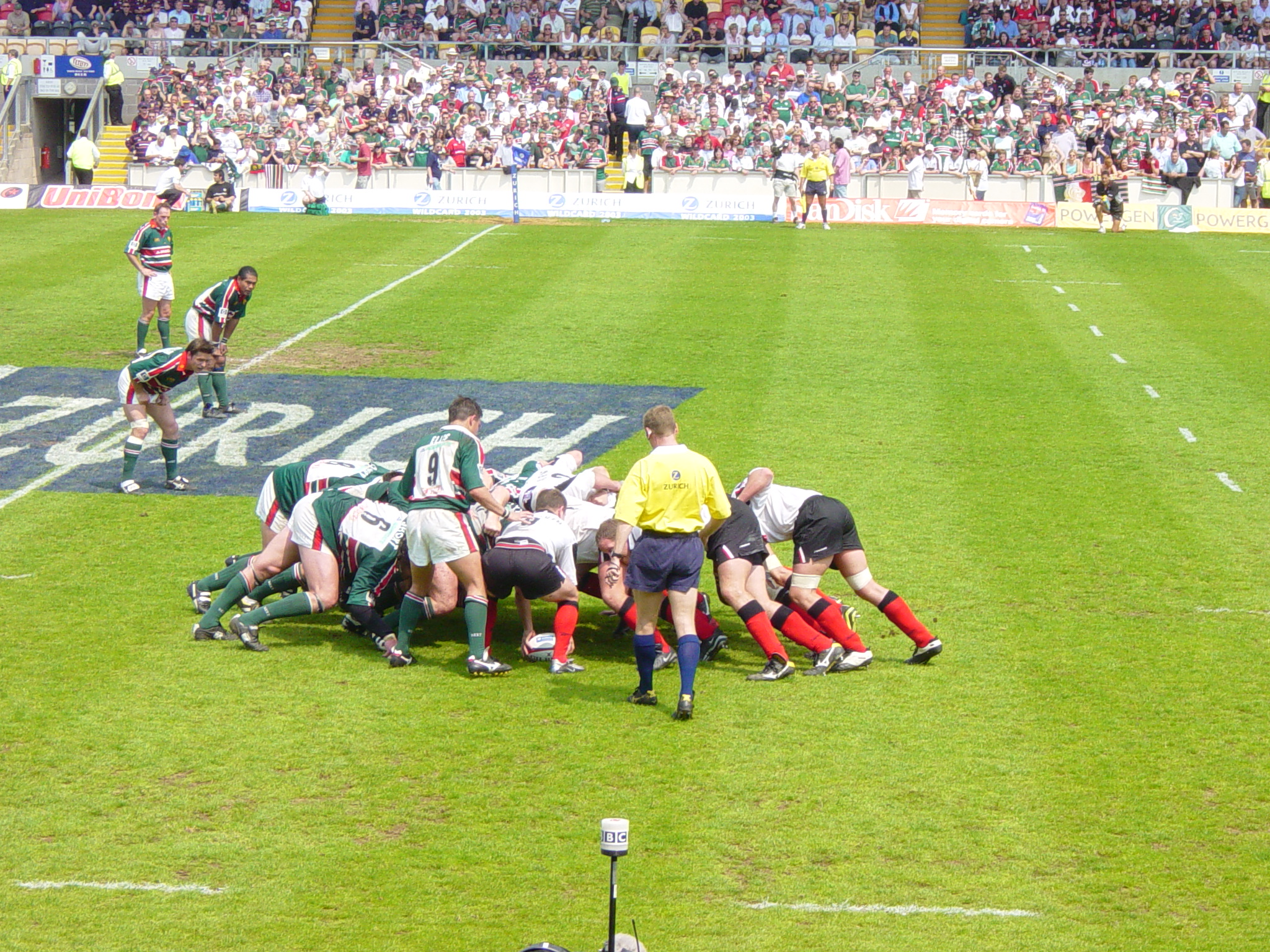
クリケットと同じく英連邦内の複数の国で国技として認知されているラグビー（ラグビーユニオン）

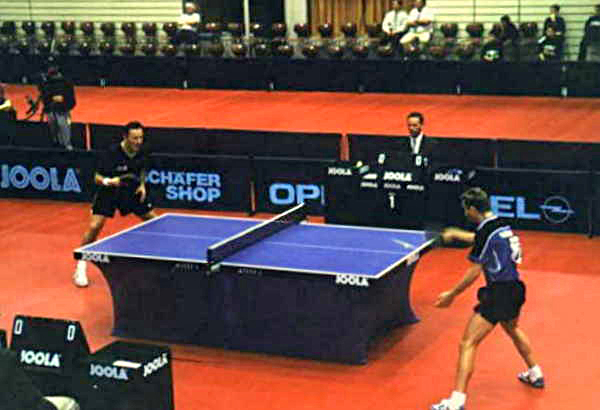
中国の国技としての認知度が高い卓球

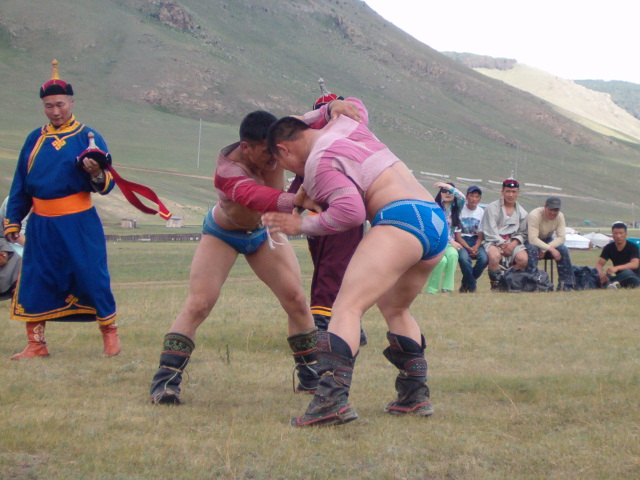
日本では「モンゴル相撲」の名で知られるブフ

### 公認の国技
法律またはその他の公的手段によって、国民的スポーツとして宣言されたスポーツの一覧である（公式の国技がないことが明示されている国も含む）。
- アルゼンチン[5] - パト（英語版）[6]
- ウルグアイ[5] - クリオーリョ式馬術[7]
- カナダ[8] - アイスホッケー[9]、ラクロス[10]
- コロンビア[11] - テホ（英語版）[12]
- スリランカ - バレーボール[13]
- 大韓民国 - テコンドー[14][信頼性要検証]
- チリ - ロデオ[15]
- バハマ - セーリング[16]
- バングラデシュ - カバディ[17]
- プエルトリコ - パソ・フィノ（英語版）[18]
- ブラジル[5] - カポエイラ[19]
- メキシコ - チャレリア[20]

### 非公式の国技
以下は、国ごとの事実上または非公式の国民的スポーツの一覧である。
- アイスランド - グリマ[21]
- アイルランド - ゲーリックフットボール[22]
- アフガニスタン - ブズカシ[23]
- アメリカ合衆国[24] - 野球[25][26][27]、アメリカンフットボール[2][4][28]、バスケットボール[28]、アイスホッケー[28]
- アンギラ - ヨットレース[29]
- アンティグア・バーブーダ - クリケット[30]
- イスラエル - クラブ・マガ[31]
- イタリア - サッカー[32]、バレーボール[28]、フォーミュラカー[28]
- イングランド - サッカー、クリケット
- インド - フィールドホッケー[33][34]、カバディ[35]、クリケット[36]
- イラン - サッカー、ズールハーネ[要出典]
- インドネシア - バドミントン[37]
- ウェールズ - ラグビー[38][39]
- ウズベキスタン - クラッシュ[40]
- エジプト - サッカー[41][42]
- エチオピア - 陸上競技（長距離走）[43]
- オーストラリア - クリケット[44][45]、オージーフットボール[46]、ラグビーリーグ[47]
- オーストリア - アルペンスキー
- オランダ - スピードスケート[48]
- ガイアナ - クリケット[49]
- カンボジア - プラダル・セレイ[50]
- キューバ - 野球[51][52][53]
- ギリシャ - ウエイトリフティング[54]、レスリング
- グレナダ - クリケット[55]
- クロアチア - 水球、ハンドボール
- コスタリカ - サッカー
- サウジアラビア - サッカー
- ジャマイカ - クリケット[56]
- ジンバブエ - クリケット
- スイス - 小銃射撃[57]、シュヴィンゲン[58]
- スウェーデン - テニス、ハンドボール、ラリー[59]
- スコットランド - サッカー[60]
- スペイン - サッカー、闘牛[61]
- セネガル - セネガル相撲
- セルビア - 水球
- タイ - ムエタイ[62]、セパタクロー[63]
- チェコ - アイスホッケー[64]
- 中華人民共和国 - 卓球[65]、中国武術
- 中華民国（台湾） - 野球[66]
- 朝鮮民主主義人民共和国 - テコンドー
- デンマーク - ハンドボール[67]
- ドイツ - サッカー[28]、ハンドボール[28]、卓球[28]、シュラークバル[28]
- トケラウ - キリキティ（英語版）[68]
- ドミニカ共和国 - 野球[69]
- トリニダード・トバゴ - クリケット
- トルコ - ヤールギュレシ（レスリング）[70]
- トンガ - ラグビー[71]
- ナイジェリア - サッカー[72]
- ニカラグア - 野球[73]
- 日本 - 相撲[74][28]、武道（剣道・弓道・柔道）[28]
- ニュージーランド - ラグビー[75][71]
- ノルウェー - スキージャンプ、クロスカントリースキー[76][77]
- ハイチ - サッカー
- パキスタン - フィールドホッケー[78]、クリケット[79]
- パナマ - 野球[80]
- バミューダ - クリケット[81]
- バルバドス - クリケット[82]
- ハンガリー - 水球
- フィジー - ラグビー[83]
- フィリピン - エスクリマ[84]、バスケットボール[85]、ビリヤード[86]
- フィンランド - ペサパッロ[87]、ラリー[59]
- ブータン - アーチェリー[88]
- フランス - サッカー、ラグビー、自転車競技
- ベネズエラ - 野球[89][90]、ボクシング[要出典]、ボウリング[要出典]
- ペルー - サッカー
- ベルギー - 自転車競技[91][92]
- ポルトガル - サッカー[要出典]
- マレーシア - セパタクロー[93]
- 南アフリカ共和国 - ラグビー[94]
- ミャンマー - ラウェイ[95]、チンロン[96]
- モーリシャス - サッカー
- モロッコ - 陸上競技（中距離走）[97]
- モンゴル - ブフ[98]
- モンテネグロ - 水球[99][100]
- ラトビア - バスケットボール
- リトアニア - バスケットボール[101]
- ルーマニア - オイナ（英語版）
- ロシア - バンディ、アイスホッケー[28]、サンボ[28]
- ソビエト連邦 - サンボ

## 日本の国技

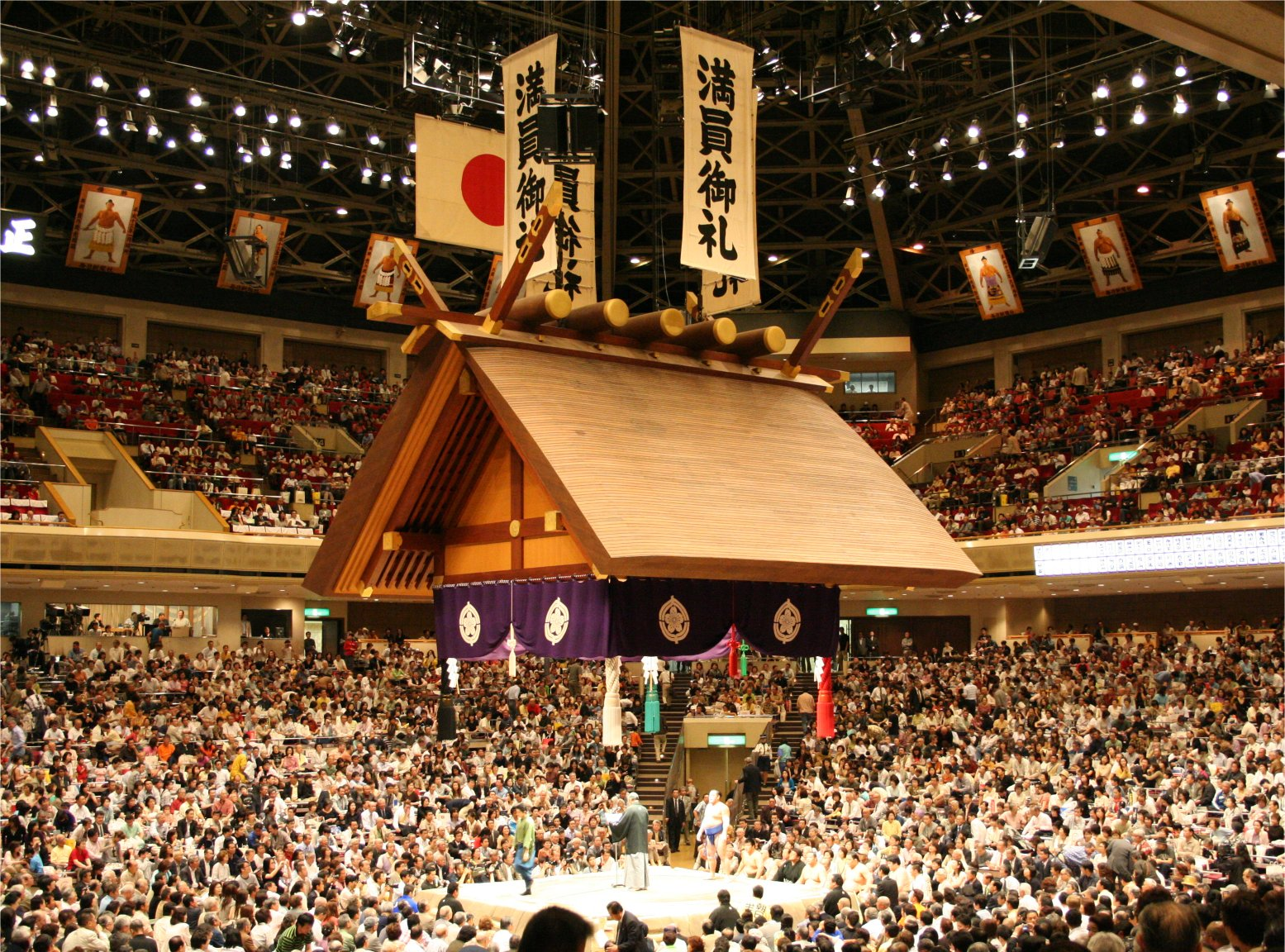
相撲は古来からの伝統を持ち、公式に制定こそされてないが「日本の国技」という共通認識がされている。

日本は、法令や政令で国技を定めてはいない。宮内庁から天皇杯を下賜されている武道は、大相撲、アマチュア相撲、柔道、剣道、弓道である。大相撲の天皇賜杯は昭和天皇が大の相撲好きであったという事で、神事として行われていた相撲に下賜されたために最も歴史が古く特に大きい。

### 相撲説

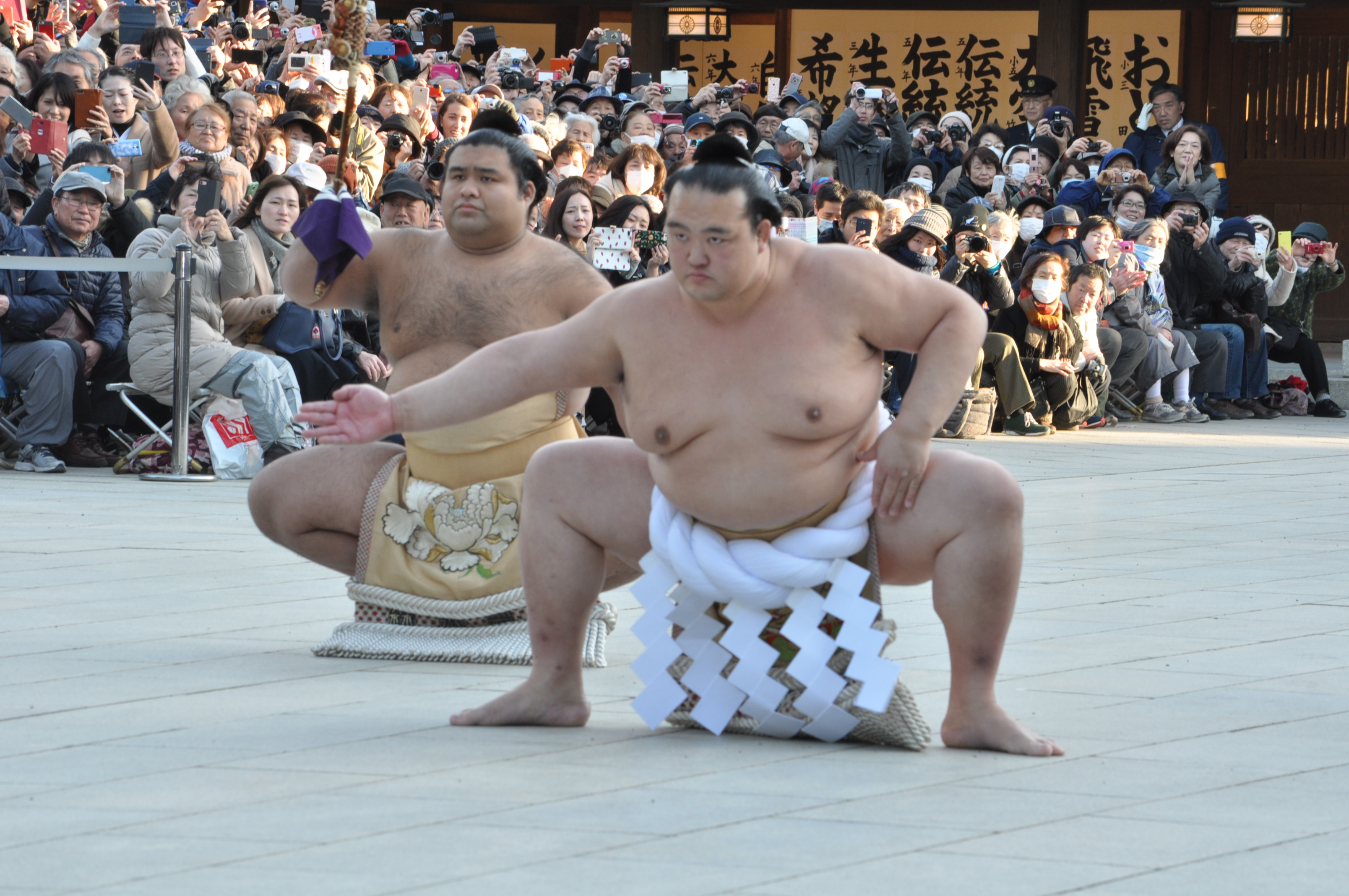
明治神宮にて奉納土俵入りを行う稀勢の里 (2017年)

1909年（明治42年）に相撲の初めての常設館が両国に完成し、3代尾車親方の大戸平廣吉が神事として行われていた相撲を「国技館」と名称を提案して、神事を放棄し国技を名乗り、命名委員会会長の板垣退助に了承を受けて命名され、6月2日の開館式で作家の江見水蔭が執筆した披露文に「相撲節は国技である。」と記された。この時点で、相撲は神事であると同時に国技となり、これが相撲が日本の国技とされる所以となっている。
財団法人大日本相撲協会が財団法人日本相撲協会へ改称する際に、監督官庁の文部省へ提出した寄附行為の第3条で「この法人は、わが国固有の国技である相撲道を研究し……」と記し、1966年（昭和41年）文部省令第6号で認可される。「国技」は「相撲道」を意味し、「大相撲」は法人が行う事業の一つ「力士の相撲競技の公開実施」である。
また、2010年4月19日に元露鵬と元白露山が「大相撲力士大麻問題による解雇は、他の競技に比して処分が重過ぎる」と主張し、解雇無効と地位確認を求めた訴訟において、東京地裁は「国技たる相撲を他のスポーツと比較することは適切でない」として棄却している。

### 野球説

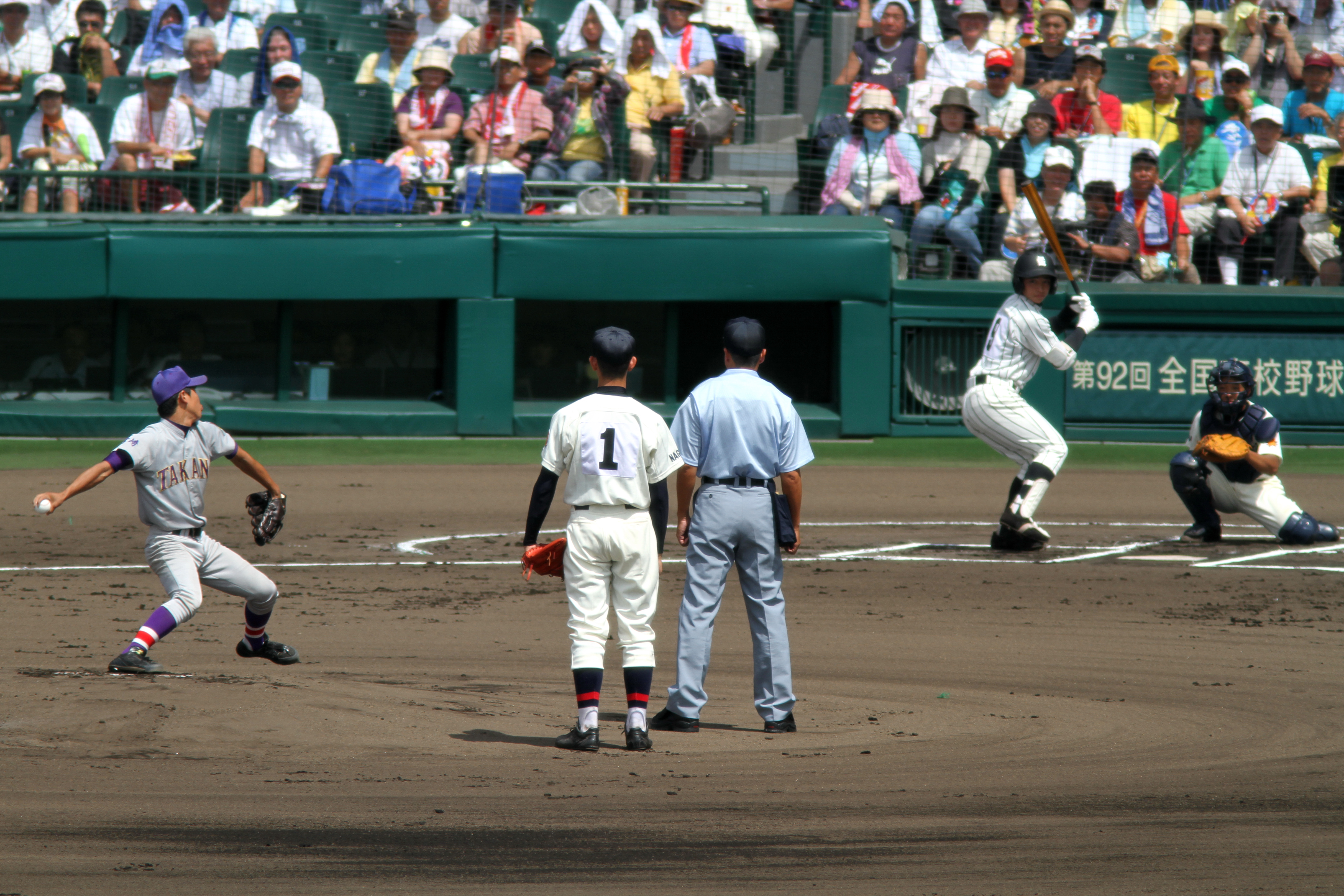
高校野球の始球式（夏の甲子園、2010年）

野球は日本において盛んに行われており、国民的スポーツとされている。19世紀から日本国内において野球が行われており、20世紀に入ってからも1903年にいわゆる早慶戦の発祥となる早稲田大学と慶應義塾大学の野球の試合が初めて行われた。また、1925年には現在まで続く東京六大学野球連盟が結成され、1929年には早慶戦にて天覧試合が行われた。1915年には全国高等学校野球選手権大会の第1回大会が大阪・豊中球場で開催され、以降現在まで100回以上続く行事となっている。1934年に大日本東京野球倶楽部（現・読売ジャイアンツ）が、1935年に大阪タイガース（現・阪神タイガース）が結成されるなどプロ野球も盛んとなった。1959年6月25日には、昭和天皇・香淳皇后臨席のもと日本プロ野球初の天覧試合が行われ、のちに産経新聞は記事の中で「プロ野球が『国民的スポーツ』に転換する契機になった日と言っても過言ではない」と主張している。
2006年から開催の、MLB選手も出場する国際大会であるWBCでは、第1回大会で日本が優勝し初代王者となった。2009年開催の第2回大会でも日本が優勝し連覇を果たし、2023年開催の第5回大会では全勝優勝するなど国際的な実力が証明されている。
2021年には新型コロナウイルス感染症の世界的流行を受け、1年延期となっていた東京五輪が開催され、正式競技に復帰した野球で日本が全勝優勝を果たし金メダルを獲得した。この際、野球日本代表の特別顧問を務めていた王貞治は「僕は野球が国技だと思っている。五輪の金メダルというのは特別」と述べている。